# Clube Naval de Luanda
O Clube Naval de Luanda é um clube desportivo da cidade de Luanda. É um dos clubes naúticos mais antigos de toda África, tendo sido fundado em 23 de maio de 1883.
Até à década de 1920 do século XX, o Clube Naval de Luanda desenvolveu actividades desportivas e sociais. A partir da década de 1950, com a inauguração de uma nova sede social na Ilha do Cabo, em Luanda, o clube ressurgiu com uma nova direcção que lançou novos projectos, que incluíram protocolos com o Iate Clube do Rio de Janeiro e o Royal Cape Yacht Club.
Actualmente continua a competir em diversas modalidades, como nos Campeonatos Nacionais de Vela Ligeira, modalidade onde tem mais de 150 atletas nas classes optimist, ILCA 4, 6, 7, 420 e 470.